# Particule dans un réseau à une dimension
En mécanique quantique, la particule dans un réseau à une dimension  est un problème apparaissant dans le modèle du réseau cristallin périodique. L'exemple-type de ce problème est le comportement des électrons dans un réseau cristallin périodique (métal, semi-conducteur ou isolant) qui subissent un potentiel régulier périodique provoqué par les ions formant la structure cristalline, et donc disposés de façon régulière. C'est une extension du modèle de l'électron libre, dans lequel on suppose que le potentiel est nul dans le réseau.

## Définition du problème
Dans ce problème, on étudie les matériaux solides et en particulier les cristaux présentant un réseau cristallin périodique. Pour simplifier le problème, on se place dans un réseau à une dimension constitué par les cations du matériau, régulièrement espacés d'une distance a, paramètre du réseau. Le potentiel du réseau ressemble donc à une fonction périodique de période a :
Selon le théorème de Bloch, la fonction d'onde ψ(x) solution de l'équation de Schrödinger dans un tel système périodique satisfait la condition :
{\displaystyle \psi (x+a)=e^{ika}\psi (x).\,\!}
et peut donc s'écrire sous la forme
{\displaystyle \psi (x)=e^{ikx}u(x).\,\!}
Où u(x) est la fonction périodique du cristal qui satisfait la condition :
{\displaystyle u(x+a)=u(x)\,\!}
Pour éviter les problèmes de bord, on considère que le réseau est périodique aux limites c'est-à-dire qu'on considère qu'il forme une chaîne qui se boucle sur elle-même. Si L est la longueur du réseau, de telle sorte que L >> a, on a comme condition supplémentaire aux limites :
{\displaystyle \psi (0)=\psi (L).\,\!}
Soit N, le nombre d'ions dans le réseau, on a donc la relation : aN = L. En appliquant les conditions aux limites et le théorème de Bloch, on trouve une quantification pour k, qui ne peut prendre pour valeurs que des multiples de 2π/L:
{\displaystyle \psi (0)=e^{ik\cdot 0}u(0)=e^{ikL}u(L)=\psi (L)\,\!}
{\displaystyle u(0)=e^{ikL}u(L)=e^{ikL}u(Na)\rightarrow e^{ikL}=1\,\!}
{\displaystyle \Rightarrow kL=2\pi n\rightarrow k={2\pi  \over L}n\qquad \left(n=0,\pm 1,\pm 2,...,\pm {N \over 2}\right).\,\!}

## Modèle de Kronig-Penney
Le modèle de Kronig-Penney, développé par Ralph Kronig et William Penney en 1931, est un modèle simple, idéalisé d'un système de mécanique quantique constitué d'une infinité de puits de quantiques, tous de la même taille a, séparés par des barrières de potentiel rectangulaires de largeur b et de hauteur V0, chaque « cellule » (puits + une barrière) ayant une longueur d (d=a+b).
La solution générale de l'équation de Schrödinger pour ce type de problème, avec un potentiel fini et constant est :
{\displaystyle \psi (x)=c_{1}e^{ikx}+c_{2}e^{-ikx}}
avec k, vecteur d'onde de l'électron et E son énergie, vérifiant :
{\displaystyle k^{2}={\frac {2m}{\hbar ^{2}}}(E-V_{0})}
et c1 et c2 deux constantes.
Si l'on considère deux cellules, en prenant pour origine le pied d'une des barrières :
En appliquant le théorème de Bloch, on se retrouve avec un système d'équations d'onde, chacune solution de l'équation de Schrödinger dans un intervalle :
{\displaystyle {\begin{cases}\psi (x)=Ae^{i\beta x}+Be^{-i\beta x},&-b\leq x\leq 0\\\psi (x)=Ce^{i\alpha x}+De^{-i\alpha x},&0\leq x\leq a\\\psi (x)=e^{ik_{x}d}(Ae^{i\beta (x-d)}+Be^{-i\beta (x-d)}),&a\leq x\leq b\\\psi (x)=Ce^{i\alpha x}+De^{-i\alpha x},&b\leq x\leq d\end{cases}}}
avec
{\displaystyle \alpha ^{2}={2mE \over \hbar ^{2}}}
{\displaystyle \beta ^{2}={2m(E-V_{0}) \over \hbar ^{2}}}
En appliquant les conditions aux limites en x=0, on obtient :
{\displaystyle {\begin{cases}A+B=C+D\\\beta (A-B)=\alpha (C-D)\end{cases}}}
De même en x=a :
{\displaystyle {\begin{cases}e^{ik_{x}d}(Ae^{-i\beta b}+Be^{i\beta b})=Ce^{i\alpha a}+De^{-i\alpha a}\\\beta e^{ik_{x}d}(Ae^{-i\beta b}-Be^{i\beta b})=\alpha (Ce^{i\alpha a}-De^{-i\alpha a})\end{cases}}}
La solution d'un tel système de quatre équations est :
{\displaystyle \cos(k_{x}d)=\cos(a\alpha )\cosh(bF)-{\frac {\alpha ^{2}-F^{2}}{2\alpha F}}\sin(a\alpha )\sinh(bF)}
avec
{\displaystyle F={\sqrt {{\frac {2m}{\hbar ^{2}}}(V_{0}-E)}}=i\beta }
On peut simplifier le problème en considérant une barrière de même « force », mais extrêmement fine et haute :
{\displaystyle {\text{force}}=bF^{2}={\text{Cte}}*b*(V_{0}-E)}
Dans cette simplification, b tend donc vers 0, a≈d et kx≈α.
On introduit une nouvelle variable P :
{\displaystyle P=\lim \limits _{b\to 0,F\to \infty }{\frac {abF^{2}}{2}}}
La solution initialement trouvée devient :
{\displaystyle \cos(k_{x}d)=P{\sin(\alpha a) \over \alpha a}+\cos(\alpha a)}
avec toujours
{\displaystyle \alpha ^{2}={\frac {2mE}{\hbar ^{2}}}}
Cette solution implique une quantification sur kx≈α donc sur E, puisque cos(kx d) ne peut prendre de valeur qu'entre -1 et 1, alors que la partie droite de l'équation n'est pas bornée entre -1 et 1. L'énergie pour l'électron n'est permise que pour des valeurs de αa pour laquelle la valeur de {\displaystyle P{\sin(\alpha a) \over \alpha a}+\cos(\alpha a)} est comprise entre -1 et 1, ce qui permet de décrire des bandes d'énergies permises et des bandes interdites. Le modèle de Kronig-Penney donne ainsi un premier aperçu de la théorie des bandes dans un cristal.

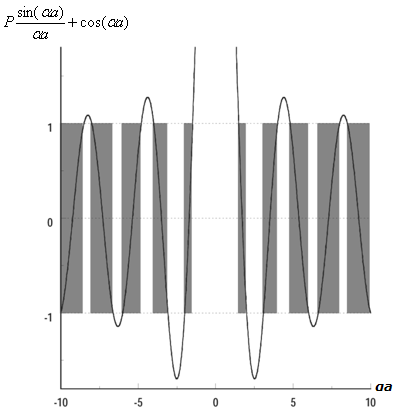
Solution graphique du problème du modèle de Kronig-Penney. est tracé en fonction de αa. Seules les zones grises pour lesquelles les valeurs de f sont comprises entre -1 et 1 représentent des valeurs de αa permises, donc des bandes d'énergie permises